# Contea di Sangri
Sangri (桑日县S; Sāngrì XiànP) è una contea cinese della prefettura di Shannan nella Regione Autonoma del Tibet. Il capoluogo è la città di Sangri. Nel 1999 la contea contava 15.470 abitanti per una superficie totale di 2638 km².

## Geografia antropica

### Centri abitati
- Sangri 桑日镇
- Rong 绒乡
- Baidui 白堆乡
- Zengqi 增期乡